# الثامرية (العراق)
الثامرية منطقة عراقية في هضبة الدبدبة في جنوب ناحية بصية بمحافظة المثنى جنوب العراق، فيها آبار قليلة الماء تُسمى حسيان الثامرية، البعد 70 كيلومتراً بينها وبين مركز ناحية بصية.